# Campeonato Mundial de Atletismo Sub-20 de 2021 - Arremesso de peso feminino
A prova do arremesso de peso feminino do Campeonato Mundial de Atletismo Sub-20 de 2021 ocorreu no dia 21 de agosto de 2021 no Centro Esportivo Internacional Moi, em Nairóbi, no Quênia. 

## Recordes
Antes desta competição, os recordes mundiais e do campeonato nesta prova eram os seguintes:
|       | Nome              | Nacionalidade     | Distância | Local      | Data                |
| ----- | ----------------- | ----------------- | --------- | ---------- | ------------------- |
| WU20R | Astrid Kumbernuss | Alemanha Oriental | 20.54 m   | Orimattila | 1 de julho de 1989  |
| CR    | Cheng Xiaoyan     | China             | 18.74 m   | Lisboa     | 21 de julho de 1994 |
| WU20L | Pınar Akyol       | Turquia           | 17.65 m   | Split      | 9 de maio de 2021   |

## Medalhistas
| Ouro                | Prata             | Bronze           |
| Miné de Klerk (RSA) | Pınar Akyol (TUR) | Dane Roets (RSA) |

## Cronograma
Todos os horários são locais (UTC+3). 
| Data         | Hora  | Evento |
| ------------ | ----- | ------ |
| 21 de agosto | 16:40 | Final  |

## Resultado final
A prova final foi realizada no dia 19 de agosto às 16:40. 
| Posição           | Atleta                  | Nacionalidade               | Tentativas | Tentativas | Tentativas | Tentativas | Tentativas | Tentativas | Marca | Notas |
| Posição           | Atleta                  | Nacionalidade               | 1          | 2          | 3          | 4          | 5          | 6          | Marca | Notas |
| ----------------- | ----------------------- | --------------------------- | ---------- | ---------- | ---------- | ---------- | ---------- | ---------- | ----- | ----- |
| Medalha de ouro   | Miné de Klerk           | África do Sul               | 17.30      | 17.24      | 16.77      | 17.15      | x          | 17.40      | 17.40 |       |
| Medalha de prata  | Pınar Akyol             | Turquia                     | 16.62      | x          | 16.72      | x          | 16.58      | 16.68      | 16.72 |       |
| Medalha de bronze | Dane Roets              | África do Sul               | 14.90      | 14.99      | 14.77      | 14.97      | 14.94      | 15.61      | 15.61 |       |
| 4                 | Darya Shinkevich        | Atletas Neutros Autorizados | 14.95      | 14.75      | 14.62      | 14.82      | 14.76      | 15.34      | 15.34 |       |
| 5                 | Katrin Brzyszkowská     | Chéquia                     | x          | 14.54      | 14.34      | 14.58      | x          | 14.83      | 14.83 |       |
| 6                 | Anastasia Ntragkomirova | Grécia                      | 14.47      | x          | 13.93      | 14.57      | 14.50      | 13.78      | 14.57 |       |
| 7                 | Débora Quaresma         | Portugal                    | 14.27      | 14.10      | 14.11      | 14.26      | 14.39      | 14.53      | 14.53 |       |
| 8                 | Büşra Hatun Ekinci      | Turquia                     | x          | x          | 13.59      | x          | 13.47      | 14.29      | 14.29 |       |
| 9                 | Treneese Hamilton       | Dominica                    | 12.50      | 13.22      | 11.95      |            |            |            | 13.22 | NU20R |
| 10                | Maureen Milka Akisa     | Quênia                      | x          | x          | 11.34      |            |            |            | 11.34 |       |

Legenda
| Recorde mundial       | Recorde mundial (World record)               |                       | Recorde africano                      | Recorde africano (African) |                                           | Q | Classificado por posição (Qualified) |
| Recorde do campeonato | Recorde do campeonato (Championship record)  | Recorde da América    | Recorde da América (Americas)         | q                          | Classificado por melhor tempo (Qualified) |   |                                      |
| Melhor marca do ano   | Melhor marca do ano (World leading)          | Recorde asiático      | Recorde asiático (Asian)              | DNS                        | Não largou (Did not start)                |   |                                      |
| Recorde nacional      | Recorde nacional (National record)           | Recorde europeu       | Recorde europeu (European)            | DNF                        | Não terminou (Did not finish)             |   |                                      |
| Recorde pessoal       | Recorde pessoal do atleta (Personal best)    | Recorde da Oceania    | Recorde da Oceania (Oceania)          | DSQ / DQ                   | Desclassificado (Disqualified)            |   |                                      |
| Recorde da temporada  | Recorde da temporada do atleta (Season best) | Recorde sul-americano | Recorde sul-americano (South America) | NM                         | Sem marca (No mark)                       |   |                                      |